# 이영진 (배우)
이영진(1981년 2월 24일 ~ )은 대한민국의 모델 겸 배우이다.

## 출신 학교
- 성동여자실업고등학교
- 전북과학대학 디지털영상과

## 출연작

### 영화
- 문경 (2024년) - 동물병원 원장 역 (특별출연)
- 서울괴담 (2022년) - 은영 인사팀장 역
- 찬실이는 복도 많지 (2020년) - 여배우 역 (특별출연)
- 계절과 계절 사이 (2019년) - 해수 역
- 배심원들 (2019년) - 검사 역
- 더 펜션 (2018년) - 여자 역
- 로봇, 소리 (2016년) 조연 - 유성진 역
- 열정같은소리하고있네 (2015년) 특별출연 - 재관 처제 역
- 어떤 질투 (2015년)
- 떡국열차 (2015년)
- 멜로 (2014년) 우정출연 - 카페 매니저 역
- 환상속의 그대 (2013년) 주연 - 원기옥 역
- 고령화가족 (2013년) 조연 - 서미옥 역
- 열여덟,열아홉 (2012년) 주연 - 기주 역
- 요가학원 (2009년) 조연 - 선화 역
- 4교시 추리영역 (2009년) 조연 - 도서관 관리 사서 상미 역
- 서양골동양과자점 앤티크 (2008년) 우정출연 - 진혁 여친 2 역
- 기다리다 미쳐 (2008년) 조연 - 한나 역
- 열쇠공 (2005년) 주연 - 여자 역
- 코마 (2005년) 주연 - 홍아 역
- 거울 속으로 (2003년) 우정출연 - 최미정 역
- 데우스 마키나 (2003년) 조연
- 서프라이즈 (2002년) 특별출연 - 충돌녀 역
- 아프리카 (2002년) 주연 - 진아 역
- 순애보 (2000년) 단역 - 오토바이 소녀 역
- 01412 파사신검 (2000년) 주연
- 여고괴담 두번째 이야기 (1999년) 주연 - 시은 역

### 드라마
- 열녀박씨 계약결혼뎐 (MBC) - 천명 역
- 한 사람만 (JTBC) - 지윤서 역
- 목표가 생겼다 ([[[문화방송|MBC]]) - 김유미 역
- 메모리스트 (tvN) - 서희수 역
- 닥터 탐정 (SBS) - 변정호 역
- 최고의 이혼 (KBS 2TV)
- 위대한 유혹자 (MBC) - 정나윤 역
- 마스터 - 국수의 신 (KBS 2TV) - 김경장 역
- 맞짱 (tvN) - 소희 역
- 특수수사일지: 1호관 사건 (KBS 2TV) - 지혜연 역
- 스마일 어게인 (SBS) - 소프트볼 팀 박민지 역
- 그 여름의 태풍 (SBS) - 스튜어디스 역

### TV 진행 및 출연
- HELLO! 러시아 (2012년)
- 연예inTV the TREND (2012년)
- 연애성형 프로젝트 S.O.S (2011년)
- 인스파이어 나우 시즌2 (2011년)
- 펫토리얼리스트 (2013년)
- 미스터리 음악쇼 복면가왕 (2015년) - 내 귀에 캔디
- 카톡쇼 X (2015년)
- 골 때리는 그녀들 (2021년~2023년)
- 꼬리에 꼬리를 무는 그날 이야기 (2024년)

### CF
- 롯데제과 가나초코렛
- KTF
- 오리온 투유초콜릿 (김남진과 함께 출연)
- 한국통신 기업PR (김석훈과 함께 출연)
- 신영와코루 비너스 누디브라 (변정민, 오승현, 이선진, 송선미와 함께 출연)
- 워터셀샴푸
- 남양유업 프렌치카페 골드라벨
- 롯데캐슬
- KB카드
- 위니아에어컨
- CJ오쇼핑
- 삼성SDS 유니텔

## 경력

### 수상경력
- 2000년 제36회 백상예술대상 영화부문 여자신인연기상
- 2000년 제20회 한국영화평론가협회상 여자 신인상

### 그 외 경력
- 2010~ 백제예술대학 모델과 겸임 교수
- 2009~ 제13회 부천국제판타스틱영화제 홍보대사
- 1999~ 패션쇼 SFAA 모델
- 모델라인 47기 수료

## 배우 외 활동

### 뮤직비디오
- 2015년 호란 - 괜찮은 여자
- 2012년 이정 - 사랑해봤니
- 2007년 슬로우잼 - Crazy Night
- 2005년 김장훈 - I Love You
- 2001년 김민종 - You're My Life
- 2001년 조이프로젝트(조규만 & 이경섭) - 혼자가 아닌 우리죠
- 2000년 조트리오 - 먼 훗날